# Linha 1B (Metropolitano de Bruxelas)
| 1B                                      |          |         |
| Erasme / Erasmus                        |          |         |
| Eddy Merckx                             |          |         |
| CERIA / COOVI                           |          |         |
| La Roue / Het Rad                       |          |         |
| Bizet                                   |          |         |
| Veeweyde / Veeweide                     |          |         |
| Saint-Guidon / Sint-Guido               |          |         |
| Aumale                                  |          |         |
| Jacques Brel                            |          |         |
| Gare de l'Ouest / Weststation           |          |         |
| Beekkant                                | Linha 1A |         |
| Étangs Noirs / Zwarte Vijvers           | Linha 1A |         |
| Comte de Flandre / Graaf van Vlaanderen | Linha 1A |         |
| Sainte-Catherine / Sint-Katelijne       | Linha 1A |         |
| De Brouckère                            | Linha 1A |         |
| Gare Centrale / Centraal Station        | Linha 1A |         |
| Parc / Park                             | Linha 1A |         |
| Arts-Loi / Kunst-Wet                    | Linha 1A | Linha 2 |
| Maelbeek / Maalbeek                     | Linha 1A |         |
| Schuman                                 | Linha 1A |         |
| Mérode                                  | Linha 1A |         |
| Montgomery                              |          |         |
| Joséphine-Charlotte                     |          |         |
| Gribaumont                              |          |         |
| Tomberg                                 |          |         |
| Roodebeek                               |          |         |
| Vandervelde                             |          |         |
| Alma                                    |          |         |
| Crainhem / Kraainem                     |          |         |
| Stockel / Stokkel                       |          |         |

A Linha 1B era uma das três linhas do Metropolitano de Bruxelas. Foi inaugurada em 1976 e contava ultimamente com 30 estações. Circulava entre as estações de Erasme / Erasmus e Stockel/Stokkel.
Em 2009 a linha foi dividida em duas: a Linha 1 (Gare de l'Ouest/Weststation -  Stockel/Stokkel) e a Linha 5 (Erasme/Erasmus - Herrmann-Debroux).